# Chiesa di San Niccolò (Casciana Alta)
La chiesa di San Niccolò si trova in località Casciana Alta, nel comune di Casciana Terme Lari.
Originariamente la chiesa principale di Casciana Alta e dintorni era l'attuale piccolo Oratorio di San Nicola in Sessana, in stile romanico, che si trova nella vicina valle di Sessana. Tale piccolo oratorio, oggi in grave stato di abbandono (tetto rotto, muro che crolla), è citato nel catalogo delle chiese della diocesi di Lucca del 1260, come San Niccolò a Sezzana. 
L'attuale chiesa parrocchiale di Casciana, anch'essa dedicata a S. Nicola (in continuità con la vecchia chiesa di Sessana), si trova invece nei pressi del centro dell'abitato e risale al XVII-XIX secolo. La chiesa ha subito vari rimaneggiamenti, essendo stata consacrata nel 1551, restaurata nel primo Seicento e completamente rifatta (e ingrandita) nell'Ottocento, in seguito anche ai danni di un terremoto.
Presenta un'ampia navata unica con transetto e tre cappelle absidali. Vi si conservano alcuni interessanti dipinti di artisti fiorentini protagonisti della riforma pittorica tardo cinquecentesca: una "Circoncisione" attribuibile all'ambito di Santi di Tito, una "Madonna del Rosario" e una "Sacra famiglia" di Agostino Ciampelli, e una solenne "Ospitalità di San Giuliano" firmata da Orazio Fidani e datata 1645, dipinta in origine per l'altare della Compagnia di San Giuliano, che un tempo aveva un suo proprio edificio di culto, oggi non più esistente.
Fino a qualche anno fa si trovava nella chiesa un polittico trecentesco di Lippo Memmi, trasferito oggi dalla Sovrintendenza di Pisa al Museo Nazionale di San Matteo del capoluogo di provincia.